# Trinity College (Cambridge)
Trinity College (česky Kolej Nejsvětější Trojice) je součástí Univerzity v Cambridgi. Tato kolej má asi 1290 členů, což je více než jiné koleje v Oxfordu nebo Cambridgi. Je také nejbohatší kolejí v Oxfordu a Cambridge s ročním obratem asi 621 miliónů liber (2005).
Podobně jako její sesterská kolej Christ Church je tradičně považována za nejaristokratičtější cambridgeskou kolej. Je častým cílem pro studium členů královské rodiny (Eduard VII., Jiří VI., princ Charles). Mezi jejími absolventy je 31 nositelů Nobelovy ceny, pět oceněných Fieldsovou medailí, jeden byl oceněn Abelovou cenou a dva Templetonovou cenou.
Jejich studenty bylo mnoho významných osobností (mimo jiné šest britských premiérů). K nejznámějším tamním studentům patří Isaac Newton a Ludwig Wittgenstein.
Kolej byla založena Jindřichem VIII. roku 1546 sloučením dvou původních kolejí, Michaelhouse (založena Herveyem de Stantonem roku 1324) a King's Hall (založena Eduardem II. roku 1317). V té době disponoval Jindřich rozsáhlými pozemky a velkým majetkem zabaveným při rušení anglických klášterů. Oxfordská univerzita a univerzita v Cambridgi byly obě církevními institucemi a obávaly se také zabavení svého majetku, protože Jindřich nechal schválit zákon, který mu umožňoval rušit koleje (a zabavit jejich majetek). Představitelé univerzit využili svých kontaktů a přesvědčili Jindřichovu šestou manželku Kateřinu Parrovou, aby přesvědčila svého manžela, aby nerušil univerzity, ale založil novou kolej. Král nechtěl investovat své prostředky a tak kolej Trinity vznikla sloučením dvou původních kolejí a sedmi hostelů.